# Гуго Лаур
Гуго Ла́ур (ест. Hugo Laur; нар. 20 березня 1893, Кяру — пом. 30 грудня 1977, Таллінн) — естонський радянський актор театру і кіно, театральний режисер і театральний педагог. Член Спілки акторів Естонії з 1934 року; член-засновник Спілки театральних діячів Естонської РСР у 1945 році (у 1950—1953 роках — голова правління); член Спілки кінематографістів Естонії з 1959 року.

## Біографія
Народився 20 березня 1893 року у селищі Кяру (нині повіт Ляене-Вірумаа, Естонія) у сім'ї лісника. Протягом 1907—1910 років навчався у Гімназії Гуго Треффнера в Тарту. У 1911—1918 роках працював техніком-будівельником і архітектором у Ризі, Муху, Таллінні. Одночасно у 1911—1913 роках навчався у будівельній школі в Ризі та у 1913—1914 вивчав архітектуру в приватній технічній школі професора Берлофа.
Грати на сцені почав у 1912 році у Ризькому естонському товаристві освіти і допомоги. Протягом 1918—1949 років — актор театру «Естонія». У 1930-х роках як стипендіат голови держави їздив у навчальну поїздку до Німеччини та Австрії. У 1949—1965 роках — актор Талліннського драматичного театру. Одночасно протягом 1948—1950 років викладав на кафедрі акторської майстерності у Естонському театральному інституті.
Член ВКП(б) з 1950 року. Обирався депутатом Верховної Ради Естонської РСР 3-го скликання (1951—1954). Помер у Таллінні 30 грудня 1977 року.

## Творчість
театоральні ролі
- Осип («Ревізор» Миколи Гоголя, 1928);
- Тобіас («Сільські чоботарі» Алексіса Ківі, 1928);
- Пійбелехт («Домовик» Едуарда Вільде, 1932);
- Захар Бардін («Вороги» Максима Горького, 1946);
- Мерфі («Російське питання» Костянтина Симонова, 1947);
- Мярт Лаагус («Два табори» Августа Якобсона, 1948);
- батрак Пааво («Вітер з півдня» Ельмара Гріна, 1949);
- Серебряков («Дядя Ваня» Антона Чехова, 1951);
- Мадіс («Варгамяе» за Антоном Таммсааре, 1951);
- Хааке («На межі дня і ночі» Августа Якобсона, 1951);
- Горностаєв («Любов Ярова» Костянтина Треньова, 1952);
- боцман Бухта («Загибель ескадри» Олександра Корнійчука, 1953).

ролі у кіно
- Братт, контрабандист («Хвилі пристрасті», 1930);
- Аугуст Мійлас, професор ботаніки у відставці («Життя в цитаделі», 1947);
- Сааму, наймит («Світло в Коорді», 1951);
- Вааг («Щастя Андруса», 1955);
- Сойн («На задвірках», 1956);
- комірник («Червневі дні», 1957);
- Репс («Непрохані гості», 1959);
- Лаас Лаутріківі («Льодохід», 1962);
- Юліус Рааген, вчитель («Оглянися в шляху», 1963);
- рибалка («Будиночок у дюнах», 1963);
- вахтер серпня («Приборкувачі велосипедів», 1963);
- візник («Новий нечистий з пекла», 1964);
- дідусь («Дівчинка і відлуння», 1964);
- Теенус, вчитель музики і наглядач церкви  («Їм було вісімнадцять», 1965);
- Міхкель Мядасоо («У суворий край», 1965);
- старий чернець («Остання реліквія», 1969);
- епізод («Заблукалі», 1970);
- Піме-Каарлі («Берег вітрів», 1970).

Працював також як режисер. Виступав на естраді із художнім читанням.

## Відзнаки
почесні звання
- Заслужений артист Естонської РСР з 1945 року[1];
- Народний артист Естонської РСР з 1947 року;

премії
- Сталінська премія (1948; За роль професора Мійласа у фільмі «Життя в цитаделі»);
- Премія Радянської Естонії за 1950 рік[1];
- Сталінська премія (1952; за роль батрака у фільмі Сааму «Світло в Коорді»);

ордени
- два ордена «Знак Пошани»;
- орден Леніна (1956)[1].